# Mondkalender (Altes Ägypten)
Die Mondkalender im Alten Ägypten, also jene unter den gleichzeitig gebräuchlichen ägyptischen Kalendern, deren Monatsanfang stets durch die jeweils selbe Mondphase definiert war, waren in allen dokumentierten Fällen gebundene Lunarkalender. Den Beginn eines Kalenderjahres sollte dabei vorzugsweise der Beginn der Nilschwemme darstellen. Sie wurde sehr früh mit dem Auftauchen des Sothis am Nachthimmel in Verbindung gebracht. Daher wählen die ältesten belegten Kalender Ägyptens auch dieses Ereignis zur Bestimmung des Jahresbeginns. So ist auch vom Sothis-Mondkalender die Rede.
Als Monatsanfang galt in Ägypten stets der Beginn der Nichtsichtbarkeit des Mondes vor Sonnenaufgang, ein Monat endete nach dem Altlicht. Damit unterschieden sich die ägyptischen Mondkalender von denen vieler anderer Kulturen, in denen ein neuer Monat zumeist mit dem Neulicht begann.
| Aa1 · N35 · O34 | M23 | G43 |

| Aa1 · N35 · O34 | M23 | G43 |

| S29 | M44 | Q3 · D46 | X1 · N14 |

| S29 | M44 | Q3 · D46 | X1 · N14 |

| rnp · t |

| rnp · t |

## Grundlagen der Zeitrechnung
Allgemeiner Konsens besteht darin, dass die Konzepte von Tag und (lunarem) Monat vor dem des Jahres entwickelt wurden. Ein Tag begann im alten Ägypten stets mit Sonnenaufgang. Damit lagen die Ereignisse, die der Tages- und Monatszählung zugrunde lagen, stets vor dem Tag bzw. Monat, der dadurch definiert wurde:
- Die Nacht, in der der Mond vor Sonnenaufgang zum Neumond wurde, war die letzte im Monat.
- Der heliakische Aufgang des Sirius fand stets am Ende des Jahres statt. Das neue Jahr begann danach mit Monatsbeginn.

Die Ereignisse fielen dabei in der Regel in die 12. Nachtstunde, wobei jede Nacht, genau wie der lichte Tag, stets genau 12 Stunden hatte. Die Länge der Stunden änderte sich dementsprechend mit den Jahreszeiten.

Stündlich bemühte man sich in allen Sonnenheiligtümern mit rituellen Lobpreisungen den Sonnenlauf in Gang zu halten, zumindest aber einen bestimmten, prozesshaft gedachten Sinnzusammenhang nicht abreißen zu lassen. Dieser Sinnzusammenhang liegt wohl in der Regelmäßigkeit. In Assmann 2005 heißt es dann auch: 

„Anders als in Mesopotamien und anderen Divinationskulturen galt die auf den Kosmos gerichtete Aufmerksamkeit nicht den Ausnahmen, sondern den Regeln. In der zyklischen Regelhaftigkeit seiner Prozesse offenbarte sich dem Ägypter die Göttlichkeit des Kosmos.“

 So verwundert es nicht, dass beispielsweise der 15. Tag unabhängig von der astronomischen Exaktheit stets als der Vollmondtag gezählt wurde.

## Varianten des Mondkalenders
Seit Beginn der ägyptischen Zeitrechnung wurde auch der Mondkalender weiterentwickelt.

### Der ursprüngliche Mondkalender
Die ältesten belegten Erwähnungen von Mondkalenderdaten finden sich ab etwa 2350 v. Chr. in den Pyramidentexten. Die Verwendung von astronomischen Aufzeichnungen ist jedoch bereits unter König Wadji um 2880 v. Chr. dokumentiert.
| F14 |

| F14 |

| F15 |

| F15 |

| T8 | rnp | t · Z1 | X4 |

| T8 | rnp | t · Z1 | X4 |

| R8 | M44 | N14 · X1 · H8 | Z9 · X1 · H8 · V30 | F13 | M4 |

| R8 | M44 | N14 · X1 · H8 | Z9 · X1 · H8 · V30 | F13 | M4 |

Der ursprüngliche Mondkalender muss allein auf Beobachtungen beruht haben. Zu diesen Beobachtungen gehörte in jedem Fall die des heliakischen Aufgangs des Sothis. Dieses Ereignis wurde „Öffner des Jahres“ genannt. Dieser Name wurde dann auch für den 12. Monat im Sothisjahr verwendet, selbst wenn das Ereignis erst danach stattfand. Der erste Monat des neuen Jahres begann dann nach diesem Ereignis mit dem Sonnenaufgang, vor dem der Mond erstmals wieder nicht sichtbar war. Hieraus resultiert eine auf Beobachtungen basierte Schaltjahresregelung, bei der jeweils ein 13. Monat eingeschaltet wurde. In Parker 1950 wurde dazu die Vermutung geäußert, dass dies genau dann geschah, wenn der Folgemonat weniger als 12 Tage nach dem Wepet-renpet-Ereignis begann. In diesem Fall wäre der Monat, der nach Wepet-renpet begann, ein interkalarer 13. Monat. Er hätte mit einer solchen Festlegung sichergestellt, dass das Ereignis eben doch stets in den gleichnamigen Monat fiel.
Belege dafür, dass der Beginn eines Monats berechnet wurde, konnten jedoch bislang nicht gefunden werden. Infolgedessen wurde dann aber von etlichen Wissenschaftlern der Versuch unternommen, auf Basis astronomischer Berechnungen auf exakte Kalenderdaten im proleptischen julianischen Kalender zu schließen. Tatsächlich ist dies aber nicht möglich. Stattdessen muss von Fehlern in der Mondbeobachtung ausgegangen werden:
- Algorithmen zur Berechnung der Sichtbarkeit des Altlichtes folgten Daumenregeln und erwiesen sich in der Mehrzahl der Fälle als inkorrekt. Selbst bessere, neuere Vorhersagen liegen in etwa 20 %, also in 2–3 von 12–13 Fällen, falsch.
- Wolken konnten die Erkennbarkeit des Neumondes verhindern.
- Weitere Fehlerquellen können einer Abschätzung der historischen Sichtung im Wege stehen.[14][15]

Wenn auch Bradley E. Schaefer ausführt, dass „die gegenwärtig großen Unsicherheiten in der Vorhersage der Mondsichtbarkeit keine mögliche astronomische Lösung absoluter ägyptischer Chronologie mit Monddaten erlauben“, hindert das andere Wissenschaftler nicht daran, in der Richtung weiter zu forschen. So werden inzwischen bei der Abschätzung der Sichtbarkeit vom Aufgang des Sirius die optische Dichte und vermutete historische Staubbelastung der Luft berücksichtigt.
Allgemeinen eng eingegrenzten Angaben über die Lage der Monate des Mondkalenders relativ zu unserem gregorianischen Kalender steht zusätzlich im Weg, dass die Lage der Mondmonate im siderischen Jahr bedingt durch die Monatslänge und die wiederholte Einschaltung eines interkalaren, dreizehnten Monats schwankt. Dennoch lässt sich eine grobe Abschätzung angeben:
| N11 · Z1 | SA · x · t | N5 |

| N11 · Z1 | SA · x · t | N5 |

| X1 · Aa1 | Z4 · W3 |

| X1 · Aa1 | Z4 · W3 |

| N11 · Z1 · Z1 | SA · x · t |

| N11 · Z1 · Z1 | SA · x · t |

| Y5 · N35 | Aa1 · X1 | S27 |

| Y5 · N35 | Aa1 · X1 | S27 |

| N11 · Z1 · Z1 · Z1 | SA · x · t |

| N11 · Z1 · Z1 · Z1 | SA · x · t |

| O6 · X1 | D2 · D21 |

| O6 · X1 | D2 · D21 |

| N11 · Z1 · Z1 · Z1 · Z1 | SA · x · t |

| N11 · Z1 · Z1 · Z1 · Z1 | SA · x · t |

| D28 · Z1 | D2 · Z1 | D28 · Z1 | W3 · N5 |

| D28 · Z1 | D2 · Z1 | D28 · Z1 | W3 · N5 |

| N11 · Z1 | pr | D21 · X1 |

| N11 · Z1 | pr | D21 · X1 |

| S · I9 | M34 | t | Z1 |

| S · I9 | M34 | t | Z1 |

| N11 · Z1 · Z1 | pr | D21 · X1 |

| N11 · Z1 · Z1 | pr | D21 · X1 |

| r · k | V28 | G36 · r |

| r · k | V28 | G36 · r |

| N11 · Z1 · Z1 · Z1 | pr | D21 · X1 |

| N11 · Z1 · Z1 · Z1 | pr | D21 · X1 |

| O6 · X1 | D2 · D21 |

| O6 · X1 | D2 · D21 |

| N11 · Z1 · Z1 · Z1 · Z1 | pr | D21 · X1 |

| N11 · Z1 · Z1 · Z1 · Z1 | pr | D21 · X1 |

| r · n | Z7 | t · t |

| r · n | Z7 | t · t |

| N11 · Z1 | S | N35B |

| N11 · Z1 | S | N35B |

| Aa1 · N35 | M23 | Z7 |

| Aa1 · N35 | M23 | Z7 |

| N11 · Z1 · Z1 | S | N35B |

| N11 · Z1 · Z1 | S | N35B |

| W18 | F32 · X1 | N5 |

| W18 | F32 · X1 | N5 |

| N11 · Z1 · Z1 · Z1 | S | N35B |

| N11 · Z1 · Z1 · Z1 | S | N35B |

| O6 · X1 | D2 · D21 |

| O6 · X1 | D2 · D21 |

| N11 · Z1 · Z1 · Z1 · Z1 | S | N35B |

| N11 · Z1 · Z1 · Z1 · Z1 | S | N35B |

| F15 |

| F15 |

| G26 | X1 · X1 · W3 |

| G26 | X1 · X1 · W3 |

Belegt ist der Sothis-Mondkalender derweil bereits im Mittleren Reich. Die Kenntnis der konstanten Festtage des Alten Reichs, die unverändert auch in späterer Zeit fortbestanden und an den Sothis-Mondkalender gekoppelt waren, lassen eine Existenz vor der frühdynastischen Zeit möglich erscheinen, obwohl archäologische Beweise dafür fehlen.

### Der spätere Mondkalender
Ein zweiter lunarer Kalender ist durch den demotischen Papyrus Carlsberg 9 belegt. Dieses Dokument beschreibt 25-Jahres-Zyklen in der Zeit von 9 bis 144 n. Chr. (griechisch-römische Zeit). Dabei setzt es als Konkordanz den Mond- und den Verwaltungskalender miteinander in Beziehung.
Lunisolarkalender haben naturgemäß nicht immer 12, sondern oft auch 13 Monate im Jahr. Jahre mit 13 Monaten waren dem Papyrus zufolge das 1., 3., 6., 9., 12., 14., 17., 20. und 23. Jahr in jedem Zyklus. Diese Jahre wurden als „große“ Jahre bezeichnet. Daraus ergab sich dann eine Gesamtzahl von 309 Monaten pro Zyklus. Das entspricht einer durchschnittlichen Monatslänge von 29,5307443 Tagen. Der heute gemessene Wert liegt bei 29,530589 Tagen. Über lange Zeiträume hinweg musste hier jedoch mit nicht ganz konstanten Werten gearbeitet werden. In nachfolgender Tabelle werden durchschnittliche Werte auf den jeweiligen Zeitraum bezogen angegeben:
| 25-Jahreszyklus im Mondkalender (Zeitraum 3000 bis 1 v. Chr.) | 25-Jahreszyklus im Mondkalender (Zeitraum 3000 bis 1 v. Chr.) | 25-Jahreszyklus im Mondkalender (Zeitraum 3000 bis 1 v. Chr.) | 25-Jahreszyklus im Mondkalender (Zeitraum 3000 bis 1 v. Chr.) | 25-Jahreszyklus im Mondkalender (Zeitraum 3000 bis 1 v. Chr.) |
| Zeitraum                                                      | durchschnittliche Monatslänge                                 | astronomische Zyklusdauer                                     | Abweichung pro Zyklus                                         | Verschiebung um 1 Tag erst nach                               |
| ------------------------------------------------------------- | ------------------------------------------------------------- | ------------------------------------------------------------- | ------------------------------------------------------------- | ------------------------------------------------------------- |
| 3000–1500 v. Chr.                                             | 29,530603 Tage                                                | 9.124,9563 Tage                                               | 0,0437 Tage (1 h 3 min)                                       | 572,44 ägyptischen Jahren                                     |
| 1500–1 v. Chr.                                                | 29,530597 Tage                                                | 9.124,9545 Tage                                               | 0,0455 Tage (1 h 5 min)                                       | 549,45 ägyptischen Jahren                                     |
| 3000–1 v. Chr.                                                | 29,5306 Tage                                                  | 9.124,9554 Tage                                               | 0,0446 Tage (1 h 4 min)                                       | 560,54 ägyptischen Jahren                                     |

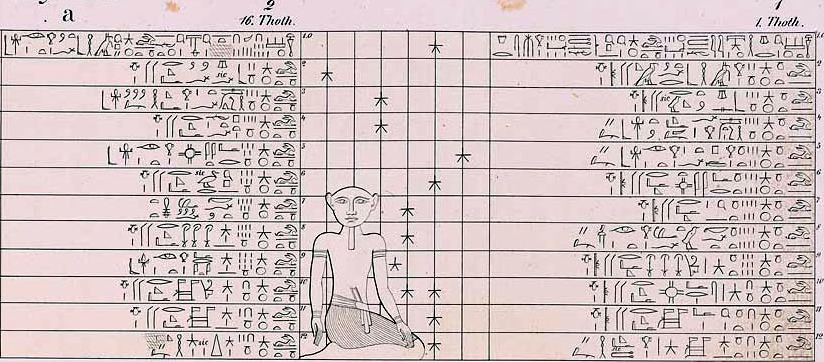
Astronomische Einträge im Grab von Ramses IX. in einer Abschrift von Karl Richard Lepsius

Im Ergebnis fielen die Mondmonatstage im 26. Verwaltungsjahr wieder genau wie im ersten. Die Abweichung war so gering, dass eine Änderung von einem Tag erst im 23. Zyklus auftrat. Die Astronomen mussten damit nur einmalig für die ersten 25 Jahre die Beobachtungen aufzeichnen, um mindestens für die nächsten 21 Zyklen ein Berechnungsschema zu besitzen. Im Ergebnis war jedoch damit dieser neue Mondkalender nicht mehr an den Jahreszyklus gebunden, sondern an den Verwaltungskalender. Dieser Wechsel fand unabhängig von einer möglicherweise erst später vorgenommenen Formalisierung vermutlich bereits im 14. Jahrhundert vor Christus statt.

## Feste im Jahreslauf
| r · n | Z7 | t · t |

| r · n | Z7 | t · t |

In Ägypten wurden die Monate mit Göttern in Verbindung gebracht, die zumindest ursprünglich an entsprechenden Festtagen gewürdigt wurden.
Im Laufe der Geschichte wurden Annahmen aus Parker 1950 zufolge einige Feste nachträglich im Verwaltungskalender fixiert. So war beispielsweise Renutet ursprünglich ein Vollmondfest im gleichnamigen (neunten) Monat und wurde demzufolge am 15. dieses Monats gefeiert. Für spätere Zeiten wurde eine Feier dieses Festes im achten Monat nachgewiesen. Aber auch Wepet-renpet wurde zum Namen des Neujahrstages im Verwaltungskalender und verschob sich dort durch die Jahreszeiten. Generell fielen die Feste, die nur ein Mal im Jahr gefeiert wurden, auf Dauer in das Wandeljahr des Verwaltungskalenders. Das galt auch für solche, deren Datum „der Neumond bringt“.

## Der Monat
| N10 | G4 | W3 |

| N10 | G4 | W3 |

| D1 | N11 · N14 |

| D1 | N11 · N14 |

| F31 | Q3 · D21 | W3 |

| F31 | Q3 · D21 | W3 |

| O1 · D21 | X1 | S29 | G17 | W3 |

| O1 · D21 | X1 | S29 | G17 | W3 |

| Aa1 · X1 | D2 · Z1 | R2 | W3 |

| Aa1 · X1 | D2 · Z1 | R2 | W3 |

| S29 | T22 | N35 · X1 | Z2 · Z2 | W3 |

| S29 | T22 | N35 · X1 | Z2 · Z2 | W3 |

| D46 · N35 | M17 | X1 | W3 |

| D46 · N35 | M17 | X1 | W3 |

| D1 · D12 · W3 |

| D1 · D12 · W3 |

| F19 | Q3 · W3 |

| F19 | Q3 · W3 |

| S29 | M17 | I9 · D52 | W3 |

| S29 | M17 | I9 · D52 | W3 |

| F29 | N8 | Z2 · W3 |

| F29 | N8 | Z2 · W3 |

| N31 · D53 | N31 · D53 | W3 |

| N31 · D53 | N31 · D53 | W3 |

| D12 | D12 | U1 | A59 | W3 |

| D12 | D12 | U1 | A59 | W3 |

| S32 | G1 | Z7 | W3 |

| S32 | G1 | Z7 | W3 |

| D1 | N13 |

| D1 | N13 |

| F31 | Q3 · D21 | Z1 · Z1 · W24 | W3 |

| F31 | Q3 · D21 | Z1 · Z1 · W24 | W3 |

| S32 | G1 | Z7 | W3 |

| S32 | G1 | Z7 | W3 |

| M17 | V28 | N12 | W3 |

| M17 | V28 | N12 | W3 |

| F21 | S43 | S43 | S43 | I9 · W3 |

| F21 | S43 | S43 | S43 | I9 · W3 |

| U21 · Q3 | W3 |

| U21 · Q3 | W3 |

| Aa20 | D21 · G43 | W3 |

| Aa20 | D21 · G43 | W3 |

| F22 | M44 | X1 · W3 |

| F22 | M44 | X1 · W3 |

| D46 · N35 | M17 | X1 · V11 | W3 |

| D46 · N35 | M17 | X1 · V11 | W3 |

| V31 · N35 | V28 | G43 | N2 | W3 |

| V31 · N35 | V28 | G43 | N2 | W3 |

| F29 | N8 | Z2 · W3 |

| F29 | N8 | Z2 · W3 |

| O1 · D21 | X1 · W3 |

| O1 · D21 | X1 · W3 |

| G43 | N37 | D58 | W3 |

| G43 | N37 | D58 | W3 |

| O23 | W24 · X1 · N1 | W3 |

| O23 | W24 · X1 · N1 | W3 |

| P6 | A47 | W3 |

| P6 | A47 | W3 |

| O1 · D21 | X1 · D54 | O34 · R12 · X1 · Z4 | W3 |

| O1 · D21 | X1 · D54 | O34 · R12 · X1 · Z4 | W3 |

Anmerkung:
Der altägyptische Mondmonat begann analog zum altägyptischen Tag immer mit Sonnenaufgang, wobei zumeist die erstmalige Nichtsichtung der Mondsichel nach dem letzten Altlicht in die zwölfte Nachtstunde des vergangenen Tages fiel. Bereits in der darauffolgenden Nacht zum zweiten Tag des Monats wurde das Neulicht sichtbar.
| Nichtsichtbarkeit des Mondes zwischen Altlicht und Neulicht Neumonddauer in der Region Memphis | Nichtsichtbarkeit des Mondes zwischen Altlicht und Neulicht Neumonddauer in der Region Memphis | Nichtsichtbarkeit des Mondes zwischen Altlicht und Neulicht Neumonddauer in der Region Memphis | Nichtsichtbarkeit des Mondes zwischen Altlicht und Neulicht Neumonddauer in der Region Memphis | Nichtsichtbarkeit des Mondes zwischen Altlicht und Neulicht Neumonddauer in der Region Memphis |
| ---------------------------------------------------------------------------------------------- | ---------------------------------------------------------------------------------------------- | ---------------------------------------------------------------------------------------------- | ---------------------------------------------------------------------------------------------- | ---------------------------------------------------------------------------------------------- |
| Januar                                                                                         | 23 Std.                                                                                        |                                                                                                | Juli                                                                                           | 22 Std.                                                                                        |
| Februar                                                                                        | 26 Std.                                                                                        | August                                                                                         | 20 Std.                                                                                        |                                                                                                |
| März                                                                                           | 30 Std.                                                                                        | September                                                                                      | 17 Std.                                                                                        |                                                                                                |
| April                                                                                          | 33 Std.                                                                                        | Oktober                                                                                        | 16 Std.                                                                                        |                                                                                                |
| Mai                                                                                            | 29 Std.                                                                                        | November                                                                                       | 17 Std.                                                                                        |                                                                                                |
| Juni                                                                                           | 26 Std.                                                                                        | Dezember                                                                                       | 20 Std.                                                                                        |                                                                                                |

### Festtage
Während der Verwaltungskalender die Grundlage der Jahresrechnung bildete und für Verwaltungsfragen, sogar in der Landwirtschaft, relevant war und darüber hinaus auch alle „Feste der Zeitläufe“ bestimmte, war der Mondkalender die Grundlage besonderer Tage, die die Ägypter allmonatlich als Mondfeste feierten. Astronomen hatten dazu die Aufgabe, „die Himmelsfeste zu beobachten“. Nach Assmann 2005 vollzogen nur sie die hierauf bezogenen Riten, mit denen sie die zyklische Zeit durch „Unterstützung des Mondlaufs“ in Gang zu halten trachteten.
- 1. Tag: Neumond, „Tod und Tag der Erneuerung“ des Horus
- 2. Tag: Geburt des Horus
- 6. Tag: Tag vor Halbmond („Senut“)[32]
- 7. Tag: Halbmond
- 15. Tag: Vollmond („Vereinigungsfest“)
- 22. Tag: Halbmond

### Mythologie
So wie sich der Sonnengott Re in der Nacht seiner Unsichtbarkeit „erneuerte“, symbolisierte in der altägyptischen Mythologie auch der erste Mondmonatstag den „Tag der Erneuerung des Horus“ mit der sich anschließenden „Geburt“, die mit der ersten Nacht des ersten Mondmonatstages begann und mit Sonnenaufgang des zweiten Mondmonatstages vollzogen war. Die letztmalige Sichtung des Altlichts repräsentierte somit im Normalfall immer den letzten Mondmonatstag.
In den Sargtexten gilt der zweite Mondmonatstag als „Tag, an dem der Mond klein ist“. Ein ptolemäischer Text aus dem Chonsu-Tempel in Karnak beschreibt die beiden ersten Mondmonatstage: „Der Mond wird am Tag der Nichtsichtbarkeit empfangen und am zweiten Mondmonatstag geboren.“ Aus den Pyramidentexten des Alten Reiches geht hervor, dass der zweite Mondmonatstag mit dem „Himmelsaufstieg des verstorbenen Königs“ als „Krönungs- und Erscheinungstag“ verbunden war: „Dein Erscheinen gehört dem zweiten Mondmonatstag“.

### Astronomische Grundlagen

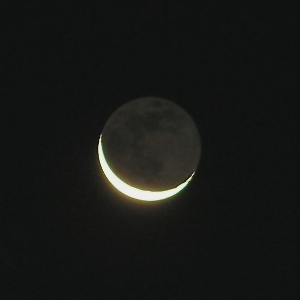
Sogenanntes Altlicht: Die Mondsichel 63 Stunden vor Neumond. Der dunkle Teil des Mondes ist deutlich sichtbar; die schmale Mondsichel ist überbelichtet.

Die Länge des Zeitraums zwischen Alt- und Neulicht ist unter anderem von der geografischen Lage des Beobachtungsortes abhängig. In südlichen Breiten der Nordhalbkugel ist die Dauer der Nichtsichtbarkeit des Mondes kürzer als in nördlichen Breiten, was zu längeren Beobachtungsphasen des Mondes in südlichen Gebieten gegenüber nördlichen Regionen führt.
Die Beobachtungszeitpunkte waren zudem von verschiedenen anderen Faktoren abhängig: Je flacher die Ekliptik, desto früher erreicht der Mond die Mindesthöhe und wird unsichtbar; je höher die Ekliptik, desto später der Zeitpunkt der Unsichtbarkeit. Als weiterer Faktor kommt die gegen die Ekliptik geneigte Mondbahn hinzu. Die heutige Mondbahn weicht um 5,2° von der Ekliptik ab. Die Schnittpunkte der Mond- und Sonnenbahn wandern entgegengesetzt zu der Eigenbewegung des Mondes. Diese Beobachtung wurde auch im damaligen Ägypten gemacht. Die Ekliptik erreicht in der Nildeltaregion mit 83,7° zum Herbstäquinoktium die größte Neigung, den niedrigsten Wert mit 36,3° im Frühjahrsäquinoktium. Die Mittelwerte von etwa 60° fallen auf die Monate Januar und Juli. Damit verbunden ist zwischen Ende September und Ende Oktober die Dauer der Nichtsichtbarkeit des Mondes am kürzesten; in Umrechnung auf die kürzeste Unsichtbarkeitsdauer zwischen dem letzten sichtbaren Altlicht und dem Neumond ergeben sich in der Nildeltaregion etwa 16 Stunden, in Elephantine etwa 10 Minuten weniger. Der längste Zeitraum liegt zwischen Mitte März und Mitte April, in der Nildeltaregion etwa 33 Stunden.
Wenn der Neumond im September und Oktober auf eine Zeit um 22:00 Uhr fällt, ist am Morgen des gleichen Tages teilweise noch die Sichtung des Altlichts in der Morgendämmerung gegeben, bei Neumonden vor 22:00 Uhr konnte das letzte Altlicht zumeist nur am Morgen des Vortags beobachtet werden. Tritt dagegen zur Zeit der Winter- und Sommersonnenwende der tatsächliche Neumond etwa um 22:00 Uhr ein, kann am gleichen Tag keine Mondsichel gesehen werden. Der erste Monatstag im altägyptischen Mondkalender konnte auch auf dem Tag nach Neumond liegen. In mehreren Papyri sind daher einunddreißigtägige Mondmonate belegt.

## Rezeption
Geminos von Rhodos beschrieb etwa 70 v. Chr. den altägyptischen Mondkalender als „eigentümliches Prinzip, was die Ägypter im Gegensatz zu anderen Kulturen nicht für die Anzeige ihres Jahres nutzen. Ihnen sind die heiligen Feste wichtig. Darauf richten sich ihre Kalender“. Die Erklärung von Geminos zeigt treffend die mythologische Rolle der altägyptischen Mondkalender, deren zentrale Funktion auf die Datierung der Himmelsfeste beschränkt war, während der ägyptische Verwaltungskalender als Jahreskalender fungierte.

## Altägyptische Aufzeichnungen und Monddatenauswertung

### Monddaten der Al-Lahun-Papyri
In Al-Lahun fanden Einheimische bruchstückhaft erhaltene Papyri, die sie im Jahr 1899 auf dem Kunstmarkt Ludwig Borchardt zum Kauf anboten, der die Aufzeichnungen kurze Zeit später im Auftrag des Ägyptischen Museums in Berlin erwarb. Auf den Papyri sind unter anderem Daten des Mondkalenders niedergeschrieben, die Borchardt kurze Zeit später als Papyrus Berlin teilweise veröffentlichte. Aufgrund der Namensnennung von Königen und Beamten konnten die Papyri auf die späte 12. Dynastie im Mittleren Reich datiert werden.
Neben der Angabe des heliakischen Aufgangs von Sirius im siebten Regierungsjahr von Sesostris III. sind Einträge von Festdaten in Verbindung von Mondmonatseinträgen aus Tempeltagebüchern erhalten geblieben. Das Sirius-Datum ermöglichte die Zuweisung der Monddaten an die Könige Sesostris III. und Amenemhet III., weshalb die Al-Lahun-Papyri in ihrer Rolle als sichere chronologische Stütze der altägyptischen Geschichte von großer Bedeutung sind.

### Sonstige Nennungen von Monddaten
Im Neuen Reich sind verschiedene Monddaten im altägyptischen Verwaltungskalender bekannt; seltener dagegen die Tage des Neumonds. Thutmosis III. nennt beispielsweise während seiner Vorbereitungen auf die Schlacht bei Megiddo den „Tag des Neumondfestes“. Ergänzend sind vereinzelte Monddaten von Krönungs- und Himmelsfesten belegt. In Verbindung von Regierungsjahraufzeichnungen der jeweiligen Könige sind die protokollierten Monddaten zwar hilfreich, ohne jedoch zuverlässig ein bestimmtes Jahr in der bisher vorliegenden Chronologie des Neuen Reiches bestätigen zu können, wenn anderweitige Parallelnennungen von Ereignissen fehlen.
In der Spät- und griechisch-römischen Zeit lassen sich dagegen genaue zeitliche Zuordnungen vornehmen, da durch kalendarische Neumondeinträge anderer Kulturen die entsprechenden altägyptischen Monddaten bestätigt werden; beispielsweise für das Jahr 432 v. Chr. eine Parapegma-Erwähnung in Verbindung des attischen Kalenders.

### Astronomische Monddaten

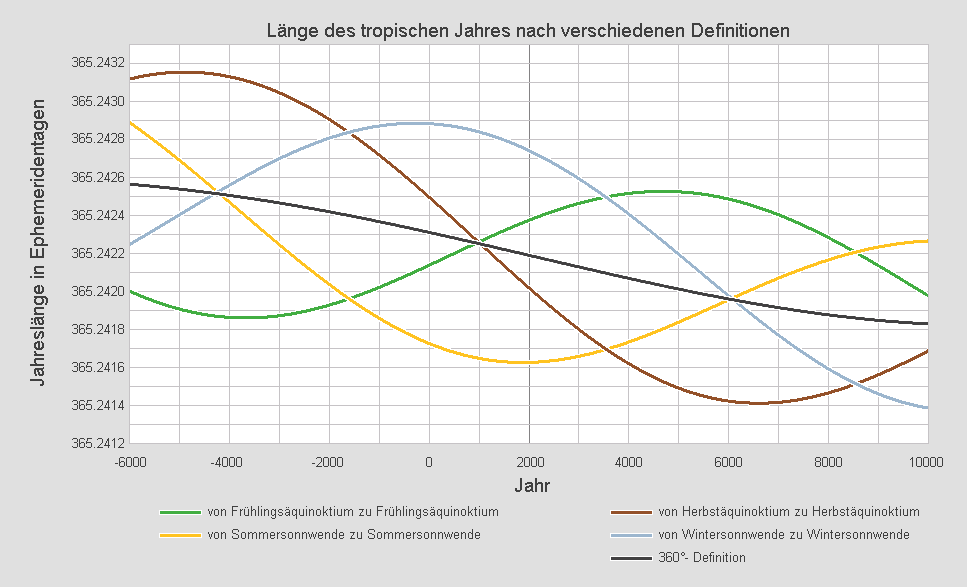
Längen des tropischen Jahres (Sonnenjahr).

Präzessionsbewegung der Erde

Die Präzession und die Verlangsamung der Erdrotation bewirken die Veränderung der Dauer eines synodischen Monats sowie eines Sonnenjahres, weshalb die gegenwärtigen Werte nicht in historische Berechnungen übernommen werden können. Mathematiker und Astronomen wie beispielsweise Jean Meeus, Fred Espenak sowie zuletzt L.V. Morrison und F.R. Stephenson konnten aufgrund von historischen Auswertungen genauere Berechnungen durchführen. Gegenüber früheren Datierungsmodellen ergaben sich Abweichungen, die als „astronomisches Delta T“ bezeichnet werden. Die veränderten Werte werden inzwischen bereits auch in den Berechnungsprogrammen der NASA verwendet.
Die altägyptische Chronologie fußt in nicht unerheblichem Maß auf kalendarische Zuordnungen der Sothis- und Monddaten. Als Bezugsort wird von den meisten Ägyptologen Memphis neben dem Censorinus-Datum im Sothis-Zyklus als Berechnungsgrundlage gewählt. Damit einhergehend wurden die Monddaten in das altägyptische Kalendersystem übertragen, dessen Einteilung ebenfalls nur auf Grundlage des Bezugsortes Memphis und den Censorinus-Aufzeichnungen vorgenommen wurde. Eine weitere mögliche „Fehlerquelle“ stellt die Tageszuordnung des ersten Mondmonatstages dar. In der Ägyptologie werden gegenwärtig zumeist noch die alten Berechnungsmodelle beziehungsweise Berechnungswerte aus Aufzeichnungen verschiedener Ägyptologen übernommen, deren Erstveröffentlichungen bis in das Jahr 1937 zurückreichen können.
Winfried Barta publizierte 1980 mehrere Neumondwerte; beispielsweise den astronomischen Neumond für den 22. November (julianisches Datum) im Jahr 1353 v. Chr. für 6:48 Uhr, ohne jedoch die veränderten Mondaufgangszeiten zu berücksichtigen. Barta nahm die Ergebnisse seiner Berechnungen zum Anlass, den Tag des astronomischen Neumonds als „ersten Mondmonatstag“ zu postulieren. Gemäß neuen Ermittlungen von Rita Gautschy treffen die Berechnungen Bartas bezüglich des astronomischen Neumonds zu. Allerdings lag für den Vortag nur ein sehr knapper Sichtbarkeitszeitraum von einigen Minuten vor. Eine sichere Altlichtsichtung kann daher für diesen Tag nicht bestätigt werden. Möglicherweise fungierte bereits der 21. November als erster Mondmonatstag. Die letzte zweifelsfreie Altlichtsichtung kann nur für den 20. November bestätigt werden. Die Berechnungsdifferenzen anderer Ägyptologen liegen für den Zeitraum des 14. Jahrhunderts v. Chr. etwa im Bereich von neun Stunden und führen in einigen Fällen zu fehlerhaften Zuordnungen der Neumondtage, was wiederum eine falsche Ansetzung einer Regentschaftszeit bewirken kann. Hinzu kommt, dass in älterer Fachliteratur öfter der Tagesbeginn mit der Morgendämmerung vor Sonnenaufgang gleichgesetzt wird, obwohl in der ägyptischen Mythologie die zwölfte Nachtstunde den heliakischen Aufgängen zugeordnet ist. Daneben wird der Beginn der ersten Tagesstunde unter anderem im Nutbuch definiert:

„So entsteht [der Befehl], dass er (Re) sich zum Himmel entfernt, in der ‚Stunde, die zufriedenstellt‘ (1. Tagesstunde). So wird seine Gestalt stark und groß. Bei Nacht gehen die (Dekansterne als) Bas beim Fahren am Himmel hervor. Die Dekansterne folgen Re bei seinem Aufgang in der „Stunde, die zufriedenstellt“. Am Tag sind sie nicht sichtbar für die Menschen.“

Aufgrund unklarer Aussagen im Almagest interpretierten in der älteren Fachliteratur zahlreiche Ägyptologen die dortigen Hinweise als Beweis, dass der erste Mondmonatstag mit der Morgendämmerung zu verbinden sei. Neuere Untersuchungen stützen sich zusätzlich auf andere altägyptische Texte, die, wie beispielsweise Alexandra von Lieven feststellte, den Beginn des ersten Mondmonatstages auf den Zeitpunkt des Sonnenaufgangs legen. Die in der Fachliteratur unterschiedlichen Berechnungsmethoden führen teilweise zu unterschiedlichen Datierungen des ersten Mondmonatstages. Siegfried Schott und Rolf Krauss verweisen in diesem Zusammenhang auf mögliche Änderungen des Kalendersystems und betonen, dass die bisherigen älteren chronologischen Monddatenzuweisungen ihre Gültigkeit verlieren können, was zu teilweisen Änderungen der Regierungsjahransetzungen der altägyptischen Könige führt.